# 57 Близнецов
57 Близнецов (лат. 57 Geminorum), A Близнецов (лат. A Geminorum) — одиночная звезда в созвездии Близнецов на расстоянии приблизительно 154 световых лет (около 47 парсеков) от Солнца. Видимая звёздная величина звезды — +5,04m. Возраст звезды оценивается как около 1,175 млрд лет.

## Характеристики
57 Близнецов — жёлтый гигант спектрального класса G8III. Масса — около 2 солнечных, радиус — около 9 солнечных, светимость — около 22 солнечных. Эффективная температура — около 5001 К.